# Şeref
Şeref (türkisch Ehre, Ansehen, Achtung) ist eine der vier ethischen Kategorien, die für das Wertgefüge in der traditionell-islamisch-türkischen Kultur von zentraler Bedeutung sind. Der Begriff steht für die persönliche Würde des einzelnen Individuums; darüber hinaus gestaltet er die Beziehungen eines Haushaltes zu anderen Haushalten.
Die Islamwissenschaftlerin J. Aumüller führt aus, dass im Rahmen von ethnischen Grenzen diesem Ehrbegriff auch eine konstruktive Funktion für eine friedvolle Kooperation zwischen verschiedenen Gruppierungen beigemessen wird. Während die Beziehungen innerhalb der Familie hierarchisch geordnet seien, stelle der Ehrbegriff außerhalb der Familie eine Gleichheit der Männer her und trägt zur Wahrung der Integrität und Würde des Einzelnen bei. Die Ehre des Mannes sei das Kapital oder die Gabe zur Herstellung eines gesellschaftlichen Gleichgewichts, und das Verhältnis der Männer sei wiederum geprägt durch den Gabentausch. Gabe und Gegengabe in den Tauschbeziehungen dürften allerdings nie gleichwertig sein, um die Dynamik des Tausches zu erhalten. Die Stellung eines Mannes in der Gesellschaft hängt von seinen „Tauschbeziehungen“ ab. Ehre funktioniere hier als „gesellschaftliches Tauschprinzip“.
Werner Schiffauer urteilt, dass der Wert, mit dem dies ausgedrückt wird, şeref heiße. Şeref erwerbe, „wer großzügig ist, wer viele Schuldner“ habe. Im Unterschied dazu könne die Ehre (namus) nicht erworben, sondern nur verloren werden. Die Spannung zwischen namus und şeref, zwischen Gleichheit und Ungleichheit bestimme die Beziehungen zwischen Männern im türkischen Dorf: Weder dürfe immer Gleichheit herrschen, denn das hieße Konflikt, noch dauerhaft Ungleichheit. Die durch eine Gabe hergestellte Ungleichheit müsse umkehrbar sein. Eine Gabe, deren Wert an eine Vergeltung nicht denken lasse, sei „eine Beleidigung“.
Die Wiederherstellung der Şeref gehört in der Türkei zu den möglichen Motiven für einen Ehrenmord.